# 크립틱 스튜디오
크립틱 스튜디오(Cryptic Studios)는 대규모 다중 사용자 온라인 롤플레잉 게임(MMORPG)을 전문으로 하는 미국의 비디오 게임 개발사이다. 본사는 캘리포니아주 로스가토스에 있다.
2000년 6월 설립되었다.

## 제품
- 시티 오브 히어로즈
- 마블 히어로즈 온라인
- 스타 트렉 온라인
- 네버윈터